# Morris Isis
La Morris Isis è una serie di autovetture mid-size prodotta dalla Morris. La prima serie fu prodotta dal 1929 al 1935 e la seconda dal 1955 al 1958.

## Morris Isis (1929–1935)
La prima Isis fu una versione aggiornata della Morris Six. Utilizzava lo stesso motore in linea a sei cilindri da 2.468 cm³ di cilindrata. Questo propulsore era a valvole laterali. La Isis condivideva con la Six anche il cambio a tre rapporti. La Isis possedeva però un telaio completamente nuovo, il quale era accoppiato ad una carrozzeria che era di fabbricazione statunitense, e che era condivisa con alcuni modelli Dodge. Questa serie di Isis fu il primo modello Morris ad avere installato dei freni idraulici.
Il modello raggiungeva la velocità massima di 105 km/h, ed il suo motore aveva un consumo di carburante di 10 L/100 km. La Isis fu rivista nel 1932. Nell'occasione, al cambio fu aggiunta la quarta marcia. Il resto rimase pressoché invariato.
Il motore era anteriore, mentre la trazione era posteriore. Il modello era offerto con tre tipi di carrozzerie, torpedo  e berlina quattro porte, e coupé due porte.

## Morris Isis Serie I (1955–1956)
La Serie I della Isis venne lanciata nel 1955 come sostituta della Morris Six MS. Aveva installato un motore in linea a sei cilindri da 2.639 cm³ di cilindrata da 86 CV di potenza, che derivava dal propulsore della Austin Westminster. A differenza di quello di quest'ultima, il motore della Isis aveva però un singolo carburatore SU. Il cambio manuale a quattro rapporti aveva la leva sul piantone dello sterzo ed era disponibile, tra gli optional, l'overdrive.
Il modello era basato sulla Oxford Series II, con cui condivideva quasi tutta la scocca e le sospensioni anteriori a barra di torsione, ma non il motore; infatti, quest'ultimo, sulla Oxford, era a quattro cilindri. Il passo ed il muso vennero allungati per poter ospitare il più grande motore a sei cilindri. Una novità fu la versione familiare due porte con pannelli in finto legno. L'altra carrozzeria disponibile fu berlina quattro porte. Con questo motore più potente, la Isis poteva raggiungere una velocità massima di 145 km/h. Il motore era installato anteriormente, mentre trazione era posteriore.

A differenza della Austin Westminster, che ebbe un discreto successo contro le Ford e le Vauxhall, le vendite della Isis furono basse, con solamente 8.541 esemplari prodotti.

## Morris Isis Serie II (1956–1958)
La Morris Isis Serie II era basata sulla Oxford Series III, ma possedeva un passo più lungo, delle pinne pronunciate ed una parte più lunga per poter ospitare il più grande motore a sei cilindri. Questa Serie II della Isis fu lanciata nel 1956 in occasione dell'aggiornamento della linea della Morris. Il propulsore ora erogava 90 CV di potenza ed aveva una cilindrata di 2,6 L. Fu anche aggiunto, tra gli optional, un cambio automatico. La trasmissione manuale a quattro rapporti operava grazie ad una corta leva che era posizionata a destra del sedile anteriore a panchina. La leva del freno di stazionamento era collocata appena dietro alla leva del cambio. Le vendite rimasero basse, e quindi la produzione si interruppe definitivamente nel 1958.
Un esemplare con carrozzeria berlina (era ancora disponibile la familiare) venne provata dalla rivista The Motor nel 1956. Venne registrata una velocità massima di 140 km/h ed un'accelerazione da 0 a 97 km/h di 17,6 secondi. Il consumo di carburante fu di 10,8 L/100 km. Il modello utilizzato nel test costava 1.025 sterline incluse le tasse. L'overdrive, opzionale, costava 63 sterline.
Il motore era installato anteriormente, mentre trazione era posteriore.

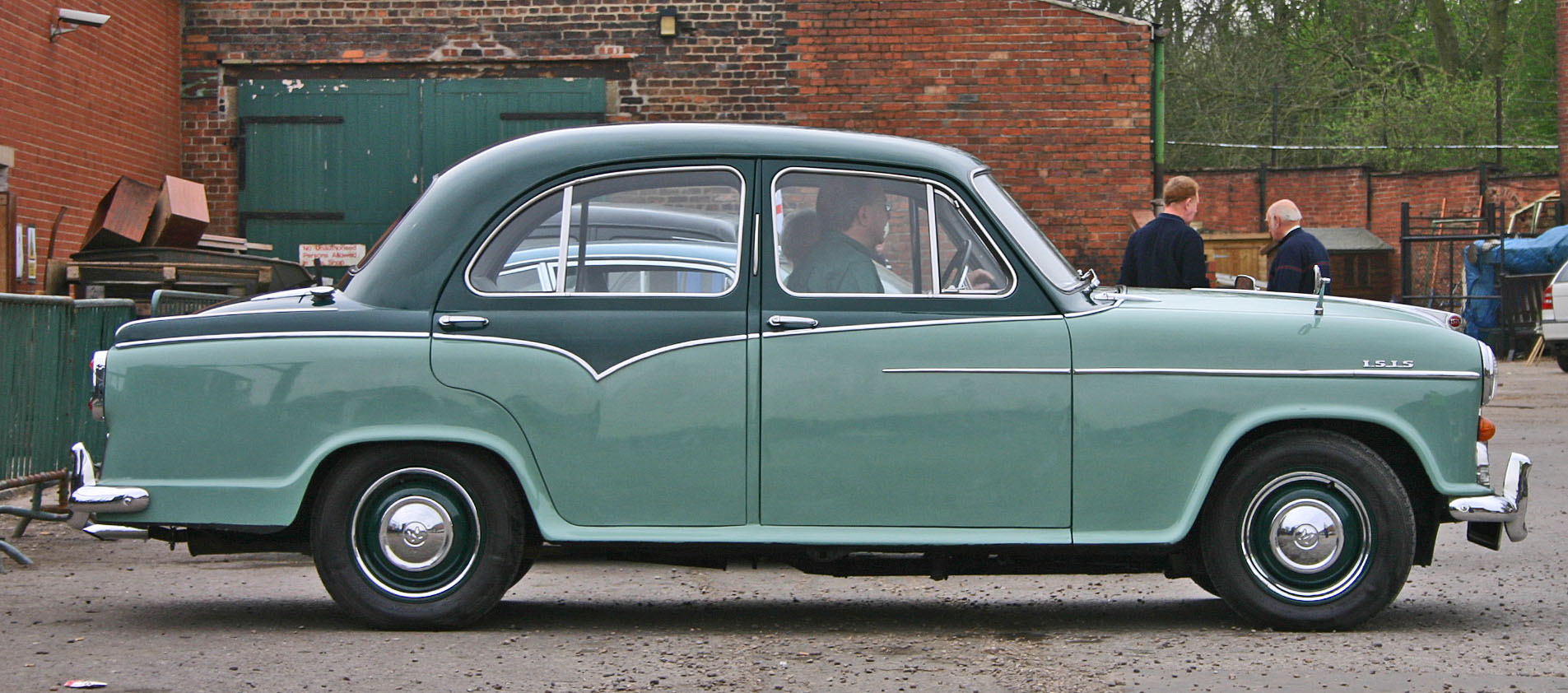
Vista laterale di una Morris Isis Serie II
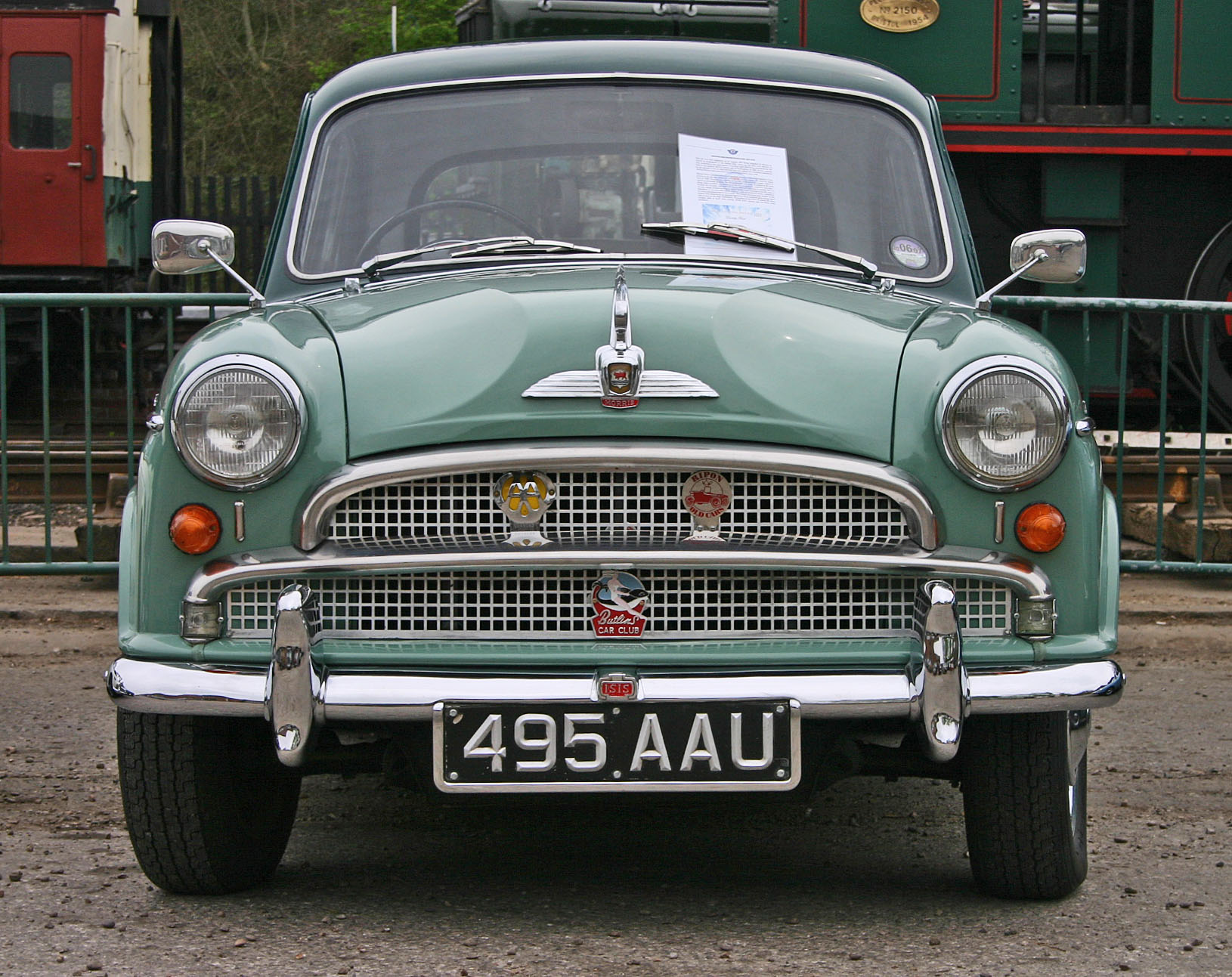
Una Morris Isis Serie II